# Svante Bergh
Svante Bergh (3. oktober 1885 i Malmø – 1946) var en svensk kunstner. 
Bergh indledte som 14-årig i 1899 sin kunstneriske løbebane på den teknisk skoles aftenskurser. Mellem 1903 og 1907 studerede han i Dresden i Tyskland under ledelse af danskeren Albert Pedersen. 1907-1909 var han i Stockholm, og han studerede videre 1909-1912 i København på Zahrtmanns skole. I Paris blev han påvirket af impressionismen og kubismen og blev en af dem der brød vejen for modernismen i Skåne ved sin frie maleform i klare, lyse farver.
Note
1. ↑  Oplysning fra den svenske nationalencyklopædi